# Eva Illouzová
Eva Illouzová (Eva Illouz, narozena 30. dubna 1961 Fes) je francouzsko-izraelská socioložka. Je profesorkou sociologie na Hebrejské univerzitě v Jeruzalémě a na École des hautes études en sciences sociales (EHESS) v Paříži. Výrazně rozvinula sociologii emocí, kultury a kapitalismu. Byla první ženou ve funkci prezidentky Becalelovy akademie. Její díla, zejména kniha Consuming the Romantic Utopia, měla významný vliv na sociologický výzkum a byla přeložena do mnoha jazyků. Za svůj výzkum získala řadu ocenění.

## Život
Illouzová vyrostla jako dcera klenotníka ve věřící sefardské židovské rodině. V roce 1971, když jí bylo deset, se rodina přestěhovala z Maroka do Francie. Eva chodila do školy v Sarcelles a později studovala v Paříži a na Pensylvánské univerzitě v USA.
Illouzová zkoumá sociální vlivy na utváření emocí a tím i souvislost mezi kapitalismem v konzumní společnosti a mediální kulturou s ohledem na produkci a transformaci emočních vzorců. Od roku 2006 vyučuje jako řádná profesorka sociologie a antropologie na Hebrejské univerzitě v Jeruzalémě. V roce 2008 byla členkou Wissenschaftskolleg v Berlíně. V roce 2012 se stala první prezidentkou umělecké školy Becalelova akademie. Od roku 2015 je také profesorkou na École des hautes études en sciences sociales (EHESS) v Paříži.
V roce 2004 byla Illouzová hostující profesorkou na Princetonské univerzitě. V roce 2019 vyučovala v rámci hostující profesury Niklase Luhmanna v Bielefeldu. Od září 2022 je Eva Illouzová profesorkou teorie emocí a modernity na Zeppelinově univerzitě.
Eva Illouzová je autorkou 12 knih přeložených do 18 jazyků a pravidelně píše do novin jako Die Zeit, Le Monde a Ha'arec.

## Dílo
Illouzová se snaží porozumět kulturním aspektům průsečíků mezi emocemi a komunikací:
- Role masmédií (filmy, knihy, časopisy, reklama, televize i svépomocné skupiny) při utváření slovní zásoby, metafor a kauzálních modelů, jejichž prostřednictvím vnímáme sami sebe, přemýšlíme a utváříme své emocionální životy.
- Jak se masová média ve 20. století neustále zabývala pocity a jejich prezentací, aby si udržela publikum/cílovou skupinu, změnily se mechanismy, jakými publikum nakládá se složitými emocemi. Přispěla tedy masmédia ke změně v našich citových životech, a pokud ano, jaká je povaha této změny?
- Jak se mění soukromá kultura romantických vztahů (milostné schůzky, výběr partnera) vlivem kapitalismu a masmédií?

Protože tyto výzkumné otázky jsou široké, Illouzová používá metody z různých oborů: historická sociologie, antropologie, analýza a sémiotika textů a kvalitativní rozhovory, aby prozkoumala oblasti průniku mezi kulturními technikami, emocemi a ekonomickými organizacemi.
Illouzová pracuje na pomezí mediálních studií, sociologie a antropologie emocí, sociologie kapitalismu a sociologie kultury a analyzuje, jak se populární média, informační systémy, ekonomie a emoce vzájemně ovlivňují.

### Jak kapitalismus mění naše emocionální životy

#### Konzum romantiky
Ve své první knize Consuming the Romantic Utopia (Spotřeba romantické utopie) Illouzová analyzuje dvojí proces: Romantika se stává vázanou na zboží, a tudíž konzumovatelnou, a zboží samotné se stává „romantičtějším“. Její výklad vychází z analýzy řady reklam v ženských časopisech a komerčních filmech z doby kolem roku 1930. Reklama a filmová kultura zobrazily zboží jako médium pro přenos emocionálních vyjádření a zejména pro romantické zážitky.
Zboží všeho druhu, jako jsou mýdla, ledničky, svačinové sáčky, hodinky, diamanty, cereálie, kosmetika a mnohé další, je prezentováno jako emocionálně zakusitelné. Druhým procesem byla od 19. století komodifikace romantismu: vznik randění, období milenectví a společné spotřeby produktů pro volný čas. Romantická setkání se přesunula z útulného domova (soukromí) do oblasti (kapitalistického) konzumu, což mělo za následek, že hledání romantické lásky se stalo motorem prodeje zboží v expandujícím průmyslu, který produkoval právě takovéto romantické zboží.
Poté, co se Illouzová v této zvláště uznávané studii z roku 2000 zabývala sociální změnou „lásky“ a „romantiky“, byla pozvána na univerzitu ve Frankfurtu nad Mohanem, aby přednesla tři adornovské přednášky na téma „Emoce a kapitalismus“, které pak vyšly knižně. Hovoří v nich o rostoucím propojení konzumní kultury s terapeutickými a feministickými diskurzy. Mluví tak o „emocionálním kapitalismu“, ve kterém jsou jedinci mnohem více, než si sami myslí, standardizovaní ve svých pocitech a touhách: „Snídaně se šampaňským je romantičtější než currywurst ve dvou.“
Illouzová se staví proti antimaterialistickému postoji, který rozlišuje mezi „svobodou“ a „předměty spotřeby“ a který tyto předměty považuje za ohrožující, ale svobodu vidí jako pole pro formulování vlastních tužeb. Na jednu stranu jsme standardizovaní ve svých touhách, ale na druhou stranu konzum dává životu smysl: restaurace byly vynalezeny jako příležitost pro romantická dostaveníčka, umožňující uniknout z úzkých mezí soukromí. Illouzová považuje romantiku za velmi důležitou v naší kultuře a snaží se pochopit společenskou genezi kategorie romantična – romantických citů a romantických chvil – a toho, jaký význam aktéři přisuzují svým vztahům. Ve výzkumných rozhovorech Illouzová bere své respondenty vážně, ale zároveň se snaží zaujmout distancovaný postoj, podobný postoji psychoanalytika, aby odhalila institucionální základ našich soukromých pocitů.
Tím se Illouzová staví proti kritice odcizení, podle níž je kapitalismus se svými rozpory chladným společenským místem, z něhož může jedinec najít útočiště v hřejivé lásce: „Emoce se stávají instrumentálnějšími“; například „komunikace“ slouží k (strategickému) uznání druhé osoby. A „samotná ekonomika se stává emocionálnější“, například v „týmové práci z vášně“. Její hlavní teze zní: „Homo oeconomicus se vybavil emocemi, zatímco emocionální subjekt jedná ekonomicky.“
Zvláštní kvalita emocí není uznávána a zdánlivě nad nimi má navrch racionální hodnocení. Vítězi jsou tedy kliničtí psychologové, kteří hodnotí zaměstnatelnost lidí pomocí „emoční inteligence“ a „emočních kompetencí“: ti, kterým psycholog tyto schopnosti přisoudí, ve skutečnosti prodávají více, a pro manažery jsou obzvláště důležité sebekontrola a reflexivita.
Podle Illouzové se pro nás stalo samozřejmým oddělovat emocí prostou veřejnost od emocionálního soukromého života: afekty se stávají prostředky směny v ekonomice („nákup zkušeností“, „inscenování služeb“) a – zejména ve střední třídě – se i citový život podrobuje ekonomické logice. Láska už není hlavním „útočištěm“ z chladné veřejné sféry – ve skutečnosti, vysvětluje Illouzová, jsme neustále pod dohledem a milostné příběhy souvisejí s tím, jak se ve veřejném prostoru budujeme ostrůvky soukromí.
Illouzová vnímá trend od „performativnosti pocitů“ k „emocionální autenticitě“. Milencům v 19. století byly city povoleny pouze po absolvování určitých rituálů, takže milostné dopisy podléhaly určitým pravidlům. Žena se mohla muži oddat až poté, co se prokázala vážnost jeho úmyslů. Moderní lidé jsou neustále vedeni k tomu, aby přemýšleli o svém duševním životě, a rozhodnutí o vztahu se dělá poté, co si vyjasní své pocity vůči sobě navzájem.

#### Chladná intimita
Illouzová tvrdí, že psychologie je ústředním prvkem moderní identity a emocionálního života: od 20. do 60. let 20. století se dominantní skupinou stali kliničtí psychologové. Radili armádě, firmám, školám, státu, sociálním službám, médiím a mají vliv na výchovu dětí, sexualitu, manželství a pastoraci. Ve všech těchto disciplínách se psychologie etablovala jako konečná autorita v otázkách lidského utrpení, která nabízí techniky k transformaci sebe sama a překonání stresu.
Psychologové všech škol přijali převládající narativ 20. století o sebezdokonalování jedince. Tyto interpretace proměnily problém dříve morální ve vnitřní osobní problém jednotlivce, a lze je tak chápat jako součást širšího fenoménu medikalizace společenského života. Obě témata, láska i zdraví, reprezentují utopii štěstí v moderní době, obě fungují prostřednictvím konzumu a o obě moderní subjekt usiluje.
Počátky úspěchu terapeutického diskurzu vidí Illouzová v clarkovských přednáškách Sigmunda Freuda v USA. Šíření psychoanalýzy dodávalo jednotlivci smysl života; v dobách společenských otřesů díky psychoanalýze dokázal sám sebe a svůj příběh koherentně nahlédnout. Každodennost, která byla před Freudem bezvýznamná, tak byla „nabita smyslem, jehož prostřednictvím se mohlo utvářet já“. Příběhy, které se zaměřují na osobní utrpení, jsou trvale oblíbené a obecně přijímané. To jsou kořeny moderní kultury poradenství a sebezdokonalování.

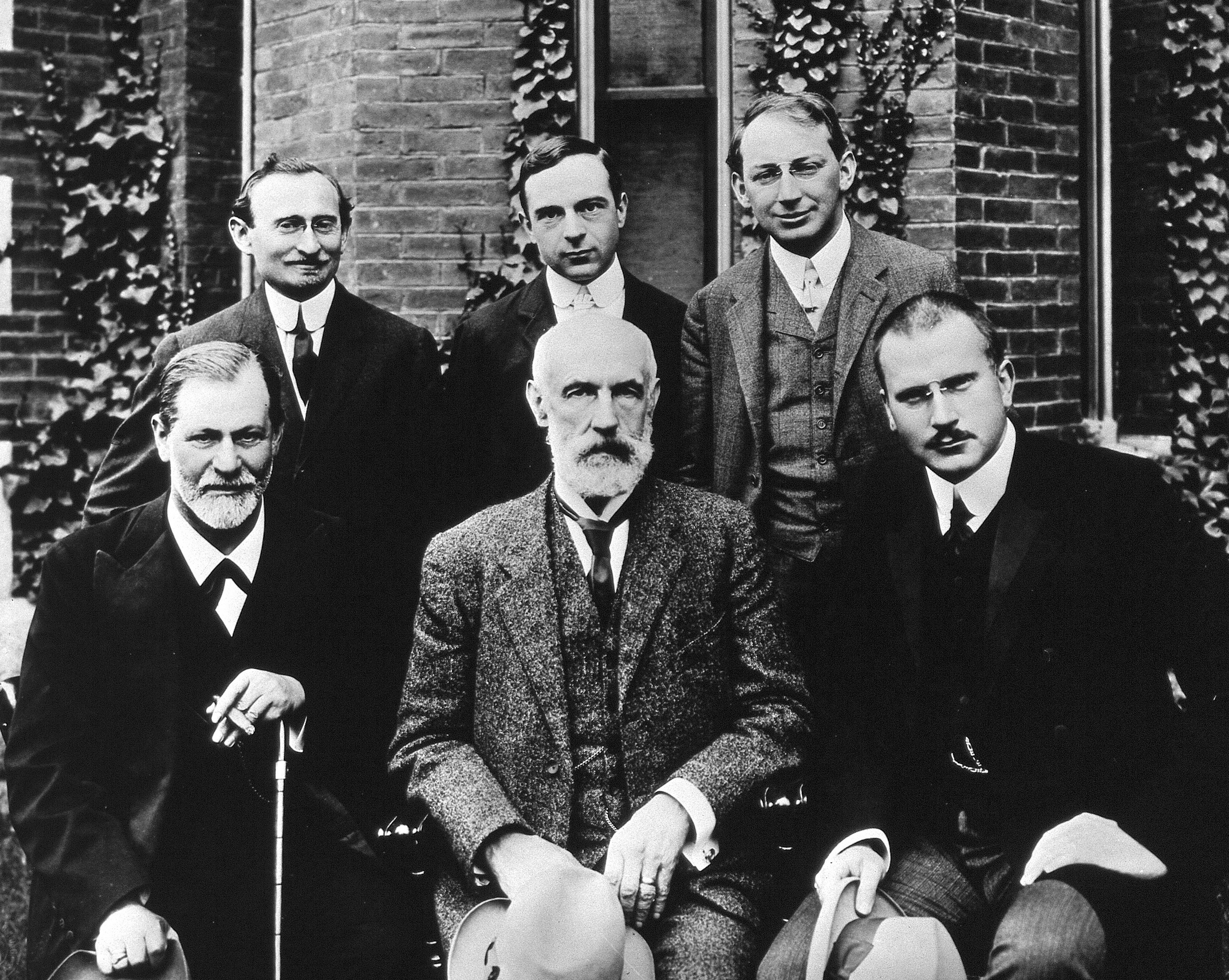
Skupinová fotografie v roce 1909 před Clarkovou univerzitou se Sigmundem Freudem v první třadě vlevo.

### Profesionalita
Na základě prací Marshalla Sahlinse došla Illouzová k závěru, že poradenská práce psychologů v hospodářském životě překvapivě vedla k zesílení citů. Emocionální chování pracovníků a nižšího a středního managementu ve světě práce bylo psychologicky determinováno a i v neterapeutických kontextech byl nastolen „terapeutický diskurz“, poprvé se tam také objevily pojmy jako vlastní zájem, efektivita a účelnost (s odkazy na Eltona Maya a Maxe Webera). Tyto termíny vytvořily nové modely jak sociálního chování, tak komunikace: Mayo zavedl strategii managementu, podle níž se měl hněv na pracovišti potlačovat: stávky a projevy nespokojenosti byly utišeny tím, že byl hněv prezentován jako opakování dětských konfliktů. Obecně byly odmítnuty pracovní vztahy založené na nátlaku a autoritě a „nový emocionální styl“ (přátelský, ale neosobní) řízení vytvořil zdánlivou harmonii mezi organizací a jednotlivcem. V terapeutickém obřadu není žádný rozpor ani žádné duševní utrpení, které by nebylo možné vyřešit komunikací. Dokonce i samo slovo „neprofesionální“ dokazuje úspěch psychologů, protože popisuje emocionální výbuchy jako pláč nebo vztek, a nikoli odbornou neschopnost.

### Svoboda volby
Illouzová toto téma rozvíjí od roku 2006, kdy se stala členkou Centra pro studium racionality na Hebrejské univerzitě. Tvrdí, že ekonomové, psychologové a dokonce i sociologové mají ve svých paradigmatech sklon předpokládat, že svobodná volba je neměnnou součástí myšlení, že aktéři vědí, jaké jsou jejich preference, a že se podle nich rozhodují. Illouzová se naopak domnívá, že v moderní době existuje celá architektura či ekologie volby, a ta že se zásadně proměnila – přinejmenší v oblasti výběru partnerů.
Myšlenka svobodné volby souvisí s tím, jak lidé rozumí sami sobě, co vnímají jako své preference, jak propojují emoce a racionalitu a jak dokáží rozlišovat mezi takzvanými emočními a racionálními rozhodnutími.

#### Seznamování přes internet, identita v době nových médií
Čím větší výběr lidé mají, tím více jsou tímto excesem zahlceni a jejich skutečná přání zůstávají nejasná. V minulosti, v dobách nedostatku a omezené nabídky možných partnerů, jste se k nim museli dostat rychleji. Nyní je možné navázat nespočet kontaktů přes internet. Volba se stává důležitější než to, co si vyberete. Rozhodování uprostřed tohoto přetlaku se nyní dělá podle pravidel efektivity, a ne tolik podle pravidel zdvořilosti nebo na základě intuice (komunikace tváří v tvář). Nezvyklým se stává i separační patos. Zúčastníte-li se tohoto procesu s patřičným sebepopisem, podřídíte se radikálnímu spotřebitelskému postoji a objektivizaci sebe sama. Je ironií nových médií, že jsme citliví na naši domnělou jedinečnost (tím, že se nás neustále ze všech stran ptáme, kdo vlastně jsme), ale zároveň nové technologie ztěžují, ne-li znemožňují se vymezit mezi bezpočtem bezejmenných lidí.
Internet nás nutí vnímat druhé jako nositele znalostí a poznání, ne již jako těla a entity. Doposud jsme si při komunikaci tváří v tvář museli za svou jedinečnost ručit svým tělem. Internet však fyzickou přitažlivost a intuici neguje.
Illouzová v duchu Anthonyho Giddense chápe modernitu jako výzvu k neustále novému objevování sebe sama. Staré vzory chápe jako zrušené a identity jako vyjednatelné. Právě to však nám brání, abychom dosáhli stavu flow, sebevydání a svého vlastního štěstí.

### Třída a emoce
Další dimenzí práce Illouzové je průnik sociální třídy a emocí, a to dvěma způsoby: Jak třídní příslušnost utváří pocity? Existují emocionální projevy, které lze spojovat se sociální nadvládou? A za druhé: Jsou-li pocity strategickou reakcí na určité situace, tedy pokud nám mohou pomoci situaci zvládat a měnit, mají střední a vyšší třídy výhodu oproti nižším? Pokud ano, jak mohly získat tyto výhody a jaké to jsou?

### Metateorie: lidský vývoj a sociální kritika
Dalším zájmem Illouzové je lidský rozvoj a sociální kritika, tedy metateoretické téma. Ať už se člověk drží jakékoli teorie, kritika kultury je založena na dvou klíčových bodech: Kultura by měla přesahovat každodenní praxi. Musí fungovat tak, že nás obklopuje zvyky a přesvědčeními, která vedou k lepší společnosti (ať už definované rovností a svobodou, nebo tradicí a náboženstvím).
Illouzová odmítá přístupy, které se pokoušejí analyzovat nadvládu a útlak obecně a ukázat cesty, které vedou k modelu lidského rozvoje a dobré polis. Zdůrazňuje imanentní kritiku, která vychází ze sebepojetí aktérů. Kulturní praktiky by měly být hodnoceny a kritizovány interně – podle hodnot, které samy obsahují.